# Klétskaya
Klétskaya (ruso: Кле́тская) es un asentamiento rural y stanitsa de Rusia, capital del raión homónimo en la óblast de Volgogrado.
En 2021, el territorio del asentamiento tenía una población de 5562 habitantes, de los cuales 4975 vivían en la propia stanitsa y el resto en tres pedanías: los jutorá de Karazhenski, Melokletski y Podnizhni.
Se ubica junto a la orilla derecha del río Don, unos 125 km al noroeste de Volgogrado y unos 40 km al sureste de Serafimóvich.

## Historia
Se conoce la existencia del asentamiento en documentos desde 1578. En su origen era una pequeña stanitsa que los cosacos del Don construyeron en la margen izquierda del río Don, pero la localidad tuvo que trasladarse al otro lado del río como consecuencia de las inundaciones, quedando fijada en su ubicación actual tras la inundación de 1793. Se desarrolló notablemente por su ubicación junto al río, y a principios del siglo XX tenía ya más de tres mil habitantes. Adoptó el estatus de capital distrital en 1928, cuando se definieron los raiones del krai del Bajo Volga. En 1965 adoptó el estatus de asentamiento de tipo urbano, pero desde 1992 ha vuelto a considerarse una localidad rural.